# Kreis Constanța

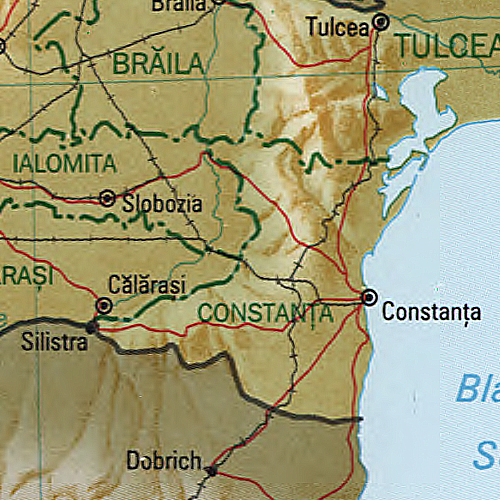
Karte des Kreises Constanța

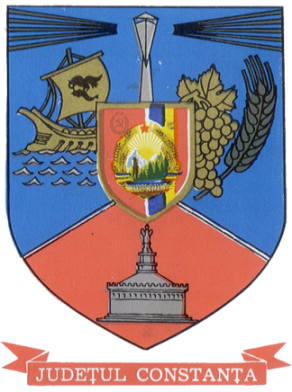
Wappen des Kreises Constanța, zur Zeit des Realsozialismus

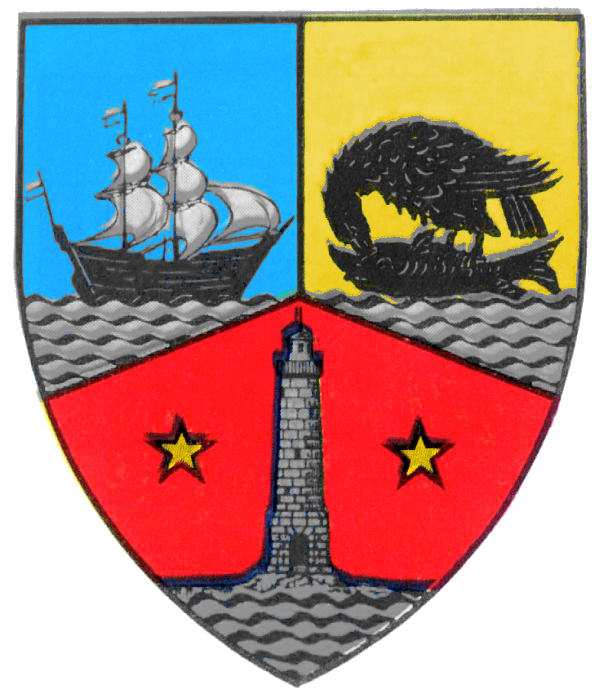
Wappen des Kreises Constanța, in der Zwischenkriegszeit

Constanța ([konˈstant͜sa]; Ausspracheⓘ) (türkisch Köstence ili) ist ein rumänischer Kreis (județ) in der Region Dobrudscha mit der Kreishauptstadt Constanța. Seine gängige Abkürzung und das Kfz-Kennzeichen ist CT.
Der Kreis Constanța grenzt im Norden an die Kreise Brăila und Tulcea, im Osten an das Schwarze Meer, im Süden an Bulgarien und im Westen an die Kreise Călărași und Ialomița.

## Demographie
Im Jahr 2002 hatte der Kreis 715.172 Einwohner und eine Bevölkerungsdichte von 101 Einwohnern pro km². In der Region lebt seit Jahrhunderten eine Minderheit türkischer und tatarischer Muslime, siehe Islam in Rumänien.
2011 hatte der Kreis Constanța 684.082 Einwohner und eine Bevölkerungsdichte von 97 Einwohnern pro km².

## Geographie
Der Kreis hat eine Gesamtfläche von 7071 km². Dies entspricht 2,96 % der Fläche Rumäniens. Im Südosten Rumäniens liegt der Kreis im Dobrudscha-Hochland (Podișul Dobrogei) zwischen dem rechten Donauufer und dem Schwarzen Meer. Auf dem Territorium des Kreises Constanța verläuft in West-Ost-Richtung der Donau-Schwarzmeer-Kanal.

## Städte und Gemeinden
Der Kreis Constanța besteht aus offiziell 214 Ortschaften. Davon haben 12 den Status einer Stadt, 58 den einer Gemeinde und die übrigen sind administrativ den Städten und Gemeinden zugeordnet.

### Größte Orte
| Stadt/Gemeinde                           | Einwohner |
| ---------------------------------------- | --------- |
| Constanța (dt. Konstanza, tr. Kustendji) | 263.688   |
| Medgidia (tr. Mecidiye)                  | 034.612   |
| Năvodari                                 | 034.398   |
| Mangalia (tr. Mankalya)                  | 031.950   |
| Valu Iui Traian                          | 016.617   |
| Cernavodă (tr. Boğazköy)                 | 015.088   |
| Cumpăna (tr. Hașiduluc)                  | 014.757   |
| Ovidiu (tr. Kanara)                      | 013.968   |
| Lumina                                   | 010.770   |
| Murfatlar                                | 009.143   |
| Cobadin (tr. Kobadin)                    | 009.122   |
| Mihail Kogălniceanu (tr. Karamurat)      | 009.103   |
| Agigea                                   | 008.722   |
| Hârșova (bg. Хърсово, Harsovo)           | 008.737   |
| Eforie                                   | 008.630   |
| Techirghiol                              | 008.061   |
| (Stand: 1. Dezember 2021)                |           |